# Saint-Martin-du-Fouilloux (Deux-Sèvres)
Saint-Martin-du-Fouilloux é uma comuna francesa na região administrativa da Nova Aquitânia, no departamento de Deux-Sèvres. Estende-se por uma área de 23,97 km². Em 2010 a comuna tinha 243 habitantes (densidade: 10,1 hab./km²).